# Teatro 10
Teatro 10 è stato un varietà televisivo italiano trasmesso in tre edizioni dal Programma Nazionale tra il 1964 e il 1972, in prima serata a partire dalle 21.
Il programma veniva realizzato nel Teatro delle Vittorie di Roma.

## La trasmissione

### Prima edizione
La prima edizione, composta da quattro puntate, andò in onda il sabato sera dal 26 settembre al 17 ottobre 1964 con la conduzione di Lelio Luttazzi; e gli autori erano Antonio Amurri e Francesco Luzi. All'interno del varietà si esibivano anche diversi cantanti esordienti, tra cui Didi Balboni. Mina fece la sua apparizione anche in questo programma, dopo La fiera dei sogni di Mike Bongiorno,   dopo qualche anno di assenza forzata.

### Seconda edizione

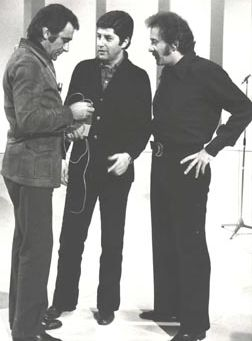
Alberto Lupo, Antonello Falqui e Domenico Modugno durante le registrazioni del programma della seconda edizione.

Dopo una pausa di sette anni, la seconda edizione fu trasmessa il sabato sera dal 13 marzo al 1º maggio 1971, per un totale di sette puntate. La conduzione fu affidata all'attore Alberto Lupo, già presentatore nell'edizione 1967 di Canzonissima e tornato così alla conduzione per la regia di Antonello Falqui. Ogni settimana la trasmissione proponeva numerosi ospiti provenienti dal mondo del cinema, della musica e dello sport. Gli autori erano Leo Chiosso e Giancarlo Del Re e la conduzione era affidata al solo Alberto Lupo. L'orchestra era diretta dal maestro Gianni Ferrio. Sigla finale "Regalami un sabato sera" di Ferrio- Chiosso era interpretata dai Circus 2000.
- 1ª Puntata (13 marzo 1971): Alberto Lupo apre la puntata con un monologo dedicato alle casalinghe. Segue l’esibizione degli   Ike & Tina Turner con il brano "I Want to Take You Higher". Altri ospiti di questa puntata sono Mike Bongiorno, Adriano Celentano, Pino Caruso, Claudia Cardinale, Nino Benvenuti e Ray Conniff. Nel corso della puntata Alberto Lupo recita “Il Concerto Interrotto” di Garcia Lorca.

- 2ª Puntata (20 marzo 1971): Alberto Lupo apre la puntata con un monologo dedicato alle donne che praticano sport in particolare alle calciatrici (rappresentate da Elena Schiavo). Segue Enrico Montesano (con un monologo sulla tv), Minnie Minoprio[4], José Feliciano (con “Light my fire”, "Malagueña" e “Che sarà”), Corrado, Vittorio Gassman, Marcello Mastroianni e poi Iva Zanicchi che dopo aver parlato con Alberto Lupo canta “Let it be" e “Un Ragazzo che ti Ama”.

- 3ª Puntata (27 marzo 1971): Alberto Lupo apre la puntata su un monologo dedicato alle commesse, segue poi Jorge Ben che canta alcuni suoi successi. Tra gli ospiti della puntata Nino Manfredi (che racconta alcuni aneddoti del suo ultimo film dove è impegnato anche come regista e canta poi  "Per grazia ricevuta”), Carla Fracci, Giuliano Gemma e Domenico Modugno con i brani : “Come stai?” e “La Gabbia”.

- 4ª Puntata (11 aprile 1971): Puntata eccezionalmente di domenica il giorno di Pasqua vede Alberto Lupo aprire con un monologo dedicato al difficile ruolo delle hostess. Segue Edwin Hawkins Singers che canta “Oh Happy Day” e “He's Got The Whole World In His Hands”.Tra gli ospiti Patty Pravo, Eartha Kitt, Gino Bramieri. Febo Conti che fa uno special “Chissà chi lo sa?” tra due squadre l’una detta “ di Via Teulada “ composta da ospiti come Maria Giovanna Elmi, Edmondo Bernacca e Lello Bersani e l’altra “della musica leggera” che vede Little Tony, Lucio Dalla, Mino Reitano, Orietta Berti e Rosanna Fratello. Conclude la serata Raffaella Carrà che con Alberto Lupo parla del successo di Canzonissima e del suo ultimo album cantando “Chissà chi sei” e “Dudulalà”.

- 5ª Puntata (18 aprile 1971): Alberto Lupo apre con un monologo sulla moda e le donne che lavorano in questo settore, segue poi l’esibizione della cantante brasiliana Elis Regina. Tra gli ospiti Pippo Baudo, Claudio Villa, Massimo Ranieri. Segue il balletto di Barrie Chase e un dialogo sui giovani d’oggi tra Alberto Lupo e Luciano Salce.

- 6ª Puntata (25 aprile 1971): Alberto Lupo apre con un monologo sulle donne che lavorano nella telefonia, seguono James Brown  che canta “Sexmachine” e "It's a Man's Man's Man's World" e la cantante Eliana Pittman. Alberto Lupo introduce Paolo Villaggio e a seguire Ornella Vanoni  che si esibisce con un medley di canzoni.

- 7ª Puntata (1 maggio 1971): Alberto Lupo nell’ultima punta canta/recita la sua canzone “Una Telefonata”. Segue Shirley Bassey e Vittorio De Sica che recita alcune poesie in dialetto e presenta un suo documentario dedicato al 2 Giugno. Tra gli ospiti Lucio Battisti che presenta le sue nuove canzoni: “ Pensieri e Parole” ed “Eppur mi son scordato di te”. Conclude Rita Pavone ( che con Giuliana Longari fa una sua versione del Rischiatutto) e Lola Falana che canta "You Give Me Fever".

### Terza edizione
Nel 1972 fu proposta una terza edizione, articolata in otto puntate in onda dall'11 marzo al 14 maggio, nella quale a Lupo si affiancò alla conduzione Mina. La direzione d’orchestra e la celebre sigla Parole parole erano di Gianni Ferrio.
Tra gli ospiti di questa edizione spiccavano i ballerini classici Carla Fracci e Vladimir Vasiliev, l'organista Fernando Germani e Lucio Battisti, quest'ultimo protagonista, nella puntata del 23 aprile, di un duetto con Mina, accompagnati da cinque amici da Milano: Gianni Dall'Aglio alla batteria, Massimo Luca alla chitarra acustica, Gabriele Lorenzi al piano e organo Hammond, Eugenio Guarraia alla chitarra elettrica e Angel Salvador al basso elettrico. A questa esibizione, prodotta in diretta e rimasta quasi unica nel panorama della RAI, seguirono ben 7 minuti di applausi. Viene ricordata con entusiasmo da molti italiani. 
- 1ª Puntata (11 marzo 1972): Alberto Lupo apre la puntata con un monologo dedicato a come cambiano rapporti di coppia nel tempo. Segue l’ingresso di Mina che interpreta per la prima volta “Grande, grande, grande”. Ospiti della puntata la band francese dei Poppy’s, l’attore Vittorio Caprioli, Carla Fracci e Vladimir Vasiliev che danzano sulle note della “Giselle”, Gianni Morandi che con Mina canta alcune canzoni emiliano/lombarde, i Bee Gees con “My World” e “Lonely Days”. Conclude la serata Mina con un medley e la sigla di chiusura di ogni puntata che è, ricordiamo, Parole parole cantata in coppia con Alberto Lupo.

- 2ª Puntata (18 marzo 1972): Alberto Lupo apre la puntata su un monologo riguardo agli uomini ed al calcio. Segue Mina che interpreta “Amor Mio”. Ospiti cantanti della puntata sono Roberto Carlos Braga, Marsha Hunt, l’organista Fernando Germani e Milva  con il brano “Innamorata” ed un duetto con Mina con il coro gospel Folkstudio Singers. Ospiti di Lupo sono Paolo Villaggio e Vittorio Gassman che scherzano contendendosi il ruolo del più bravo nel presentare il loro film: “Senza famiglia, nullatenenti cercano affetto”.

- 3ª Puntata (9 aprile 1972): Dopo una pausa di tre settimane torna l’appuntamento con Teatro 10 che dal sabato passa alla domenica ( il motivo è per lasciare spazio allo sceneggiato su Le avventure di Pinocchio che venne trasmesso di sabato), in questa puntata Alberto Lupo apre con un monologo dedicato all’amore di una giovane coppia,  Mina invece canta “Uomo”. Ospiti cantanti i Middle of the Road, Mireille Mathieu, Shawn Robinson e il direttore d’orchestra Gianni Ferrio. Segue poi Johnny Dorelli che ironizza con Lupo sui loro rispettivi talenti spingendo quest'ultimo a cantare “Che gelida manina”, e Monica Vitti che sarà protagonista insieme ad Alberto Lupo di un famoso sketch sulle note di "Grande, grande, grande”.

- 4ª Puntata (16 aprile 1972): Alberto Lupo inizia con un monologo sulle iniziative sentimentali. Mina canta “Farfalle nella notte”. In seguito Alberto Lupo presenta l’attore e cantante francese Marcel Amont.I ballerini Elisabetta Terabust  e Paolo Bortoluzzi danzano sulle note del balletto “Lo Schiaccianoci”. Ospite anche Giorgio Gaber che dopo uno sketch con Lupo nel quale esprime il suo punto di vista sulle canzoni in genere canterà il brano ”L’amico” e farà un duetto con Mina durante il quale i due artisti cantano l’uno le canzoni dell’altra. Tra gli ospiti anche Franca Valeri con un monologo sulle donne.

- 5ª Puntata (23 aprile 1972): Il monologo di Alberto Lupo è dedicato alle mogli che esigono che il marito faccia i lavori in casa quando magari non ne è portato. Segue Mina con la canzone “La Mente Torna”.Johnny Hallyday è l’ospite internazionale preceduto dal monologo di Enrico Montesano. Salvatore Accardo suona con un vero violino Stradivari del 1721 un’area di Paganini. Seguono poi le Gemelle Kessler con un ballo sui loro gusti nella scelta dell’uomo. La serata è ricordata però soprattutto per il famosissimo duetto tra Mina e Lucio Battisti (alla sua ultima apparizione in un programma italiano) che dopo aver cantato i Giardini di Marzo da vita ad un medley con lei.

- 6ª Puntata (30 aprile 1972): Inizia la puntata con il consueto appuntamento del monologo di Alberto Lupo dedicato in questo caso alle donne single. Segue l’ingresso di Mina che dopo uno scambio di battute con Lupo canta “Una donna, una storia”. Segue il duo soul Sam & Dave e l’ospitata di Gabriella Ferri che canta i suoi successi. In questa puntata anche il famosissimo sketch di Paolo Panelli in versione tata che racconta favole in chiave ironico/horror. Fred Bongusto invece, dopo aver cantato “Gentilezza nella mia mente”, esegue un medley con Mina. Dopo un'esibizione di ballerini con Antonio Gades sulle note del flamenco conclude la serata Mina che canta alcuni suoi successi.

- 7ª Puntata (7 maggio 1972): Alberto Lupo inizia la puntata con un monologo sulle suocere, segue Mina che canta “Fiume Azzurro”. Molti sono gli ospiti come Mike Bongiorno, Corrado e Pippo Baudo che con Alberto Lupo danno vita ad un divertente quiz dove i conduttori devono cercare di seguire tutte le richieste fatte loro da Lupo. Caterina Caselli canta brani del suo repertorio mentre Rudol'f Nureev e Liliana Cosi ballano sulle note della “Bella Addormentata” di Ciajkovskij. Altro momento divenuto celebre è l'ospitata di Adriano Celentano che dopo aver scherzato con Lupo sull’inquinamento di Milano canta con Mina la sigla del programma “Parole, parole” facendone una sua personale e divertente interpretazione. Conclude la serata il pianista jazz Erroll Garner e Mina che canta la “Canzone di Marinella” e “Vorrei che fosse Amore”.

- 8ª Puntata (14 maggio 1972): Per l’ultima puntata il monologo di Alberto Lupo è dedicato all’estate, Mina reinterpreta “Grande, grande, grande” mentre, tra gli ospiti, ci sono la cantante portoghese Amália Rodrigues, i Delirium e la Premiata Forneria Marconi, il fisarmonicista Astor Piazzolla  e l’attore Pino Caruso. Mina duetterà con Astor Piazzola e canterà sul finale “Il Cielo in una stanza" e "La voce del silenzio".

### Accoglienza e critiche
La trasmissione ottenne giudizi contrastanti da parte del pubblico e della critica, in particolare nelle edizioni degli anni settanta. Secondo il parere dei telespettatori espresso in occasione di un sondaggio sul gradimento realizzato nel 1973,  il varietà risultò essere il più gradito tra quelli trasmessi il sabato sera nei cinque anni precedenti; anche il conduttore Alberto Lupo raggiunse notevoli indici di gradimento.
Tuttavia, il varietà fu recensito negativamente da Ugo Buzzolan de La Stampa nel 1972, che lo giudicò fastoso ma pachidermico: non salta, non frizza, non dà allegria, definendo lento il ritmo dello show. Tuttavia, il successo discografico della sigla di coda dell'edizione del 1972, il brano Parole parole interpretato da Alberto Lupo e Mina, ha contribuito ad alimentare la notorietà della trasmissione.